# Армия обороны Жэхэ
Армия обороны Жэхэ — корпус Императорской армии Маньчжоу-Го, который образовался после завоевания китайской провинции Жэхэ во время операции Некка в 1933 году. Армия обороны Жэхэ была создана из частей Армии Таоляо и имела численность 17945 человек. После реорганизации Императорской армии Маньжоу-го, прошедшей в 1935 году, Армия обороны Жэхэ стала 5-й территориальной армией «Чэндэ».

## Подразделения
- Штаб-квартира (301)
- Артиллерийская установка (854)
- Кавалерийская группа (172)
- Пехота (1294)
- Силы района Чэндэ (4783)
- Силы района Чифэн (3414)
- Силы района Чаоян (3977)
- Силы района Вэйчан (3150)
- Синьцзинская кавалерийская бригада (2018)
- Сэйяньская армия (силы района Фэнтянь) (3760)
- Речной патруль (640)